# 早川大輔
早川 大輔（はやかわ だいすけ、1975年6月3日 - ）は、兵庫県伊丹市出身の元プロ野球選手（外野手）。右投両打。

## 経歴

### プロ入り前
兵庫県伊丹市に生まれるも、ほどなく千葉県浦安市に転居。千葉県立船橋高等学校から立教大学へ進学。主に1番を打って、外野以外に遊撃手を守ることもあった。4年時は主将を務めた。東京六大学リーグ通算62試合出場、206打数48安打、打率.233、1本塁打、9打点、44盗塁。なお、船橋高校および立教大学へは一般入試で進学している（早稲田大学第一文学部・教育学部を受験するも失敗。高校受験では早稲田実業にも落ちている）。
卒業後、本田技研工業に入社。狭山野球部に在籍した4年間で都市対抗野球に3度出場し、2000年には新日本製鐵君津、2001年には日本通運の補強選手としてそれぞれチームのベスト4進出に貢献した。
同年オフのドラフト5巡目でオリックス・ブルーウェーブに入団。同期には平野恵一や後藤光尊らがいた。入団時の背番号は23。

### オリックス時代

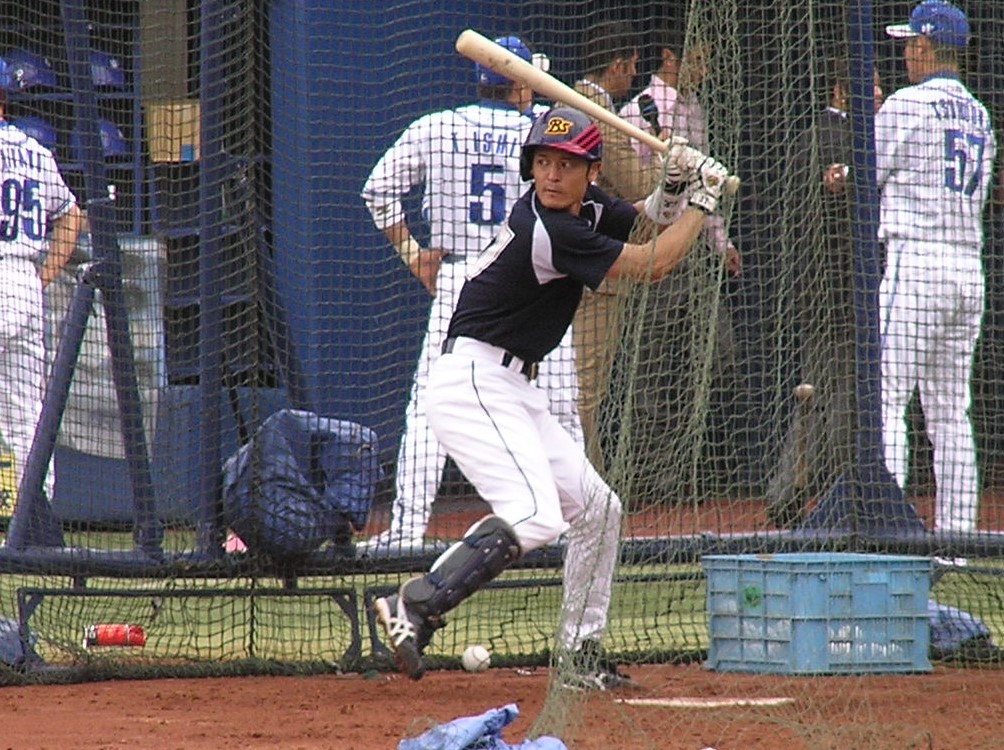
オリックス・バファローズ時代
（2005年6月11日）

2002年は外野のレギュラー不在のチャンスを生かし、ルーキーながら55試合に出場。打率1割台と打撃は振るわなかったが、6盗塁を記録し、強肩も披露するなど守備・走塁では十分戦力になることをアピールした。オフに背番号が37に変更となる。
2003年はシーズンのほとんどを二軍で過ごすも、課題の打撃を徐々に向上させた。一軍では代走や守備固めとしての出場が多かった。
2004年は左打ちに専念して一軍に定着。アテネオリンピック代表の村松有人不在時は1番・中堅手として活躍し、規定打席未満ながらも打率3割、2桁盗塁、プロ初本塁打を記録した。ブルーウェーブ最終戦となった9月27日の対大阪近鉄バファローズ戦では、6回裏に安打を放ったが、これがブルーウェーブ球団としての最後の安打となった。同年秋の球団合併・分配ドラフトを経て、オリックス・バファローズと契約。
2005年は開幕戦の8回表に代打で出場し、松坂大輔から安打を放って出塁すると、オリックス・バファローズとしての初盗塁・初得点を記録した。近鉄との球団合併でライバルが増えたが、前年に続き打撃好調で、前半は3割を超える高打率を残した。しかし、5月からは一転して絶不調に陥り、後半は代走・守備要員に落ち着いた。
2006年は自身の故障や平野恵一の外野コンバート、村松の好調などに押され代走・守備要員としての出場に留まり、21試合の出場で2割に満たない打率に終わった。同年の秋季キャンプからテリー・コリンズ監督の助言で再びスイッチヒッターに挑戦した。

### ロッテ時代
2006年11月、辻俊哉とのトレードで千葉ロッテマリーンズに移籍した。背番号は44。
外野の層の薄いロッテへの移籍が大きなチャンスとなり、2007年は打撃も好調で2番・中堅手に定着。前半は3割を維持し、1番・TSUYOSHI（西岡剛）との両打ち俊足1・2番コンビで高い出塁率を誇った。オールスターゲームにも監督推薦で出場する事が決まったが、前半戦最終戦で指を負傷して直前で登録抹消されたこともあり、ベンチ入りしたものの出場機会は無かった。最終的に自己最多の133試合に出場し、三塁打数はリーグトップで自身初の規定打席にも到達した。さらにオフの契約更改では高評価を受け、旧年俸の倍以上の提示（218%）に一発サインをした。その後の会見で「来季の目標は3割・30盗塁」と公言した。新天地でのあまりの活躍ぶりに、放出したオリックスの宮内義彦オーナーは、「早川は私が（トレード責任者から）聞いていた情報とは全然違った」と嘆いたほどだった。
2008年5月5日のオリックス戦、6回表ノーアウト一塁、カウント1ストライク0ボールの場面で、一塁ランナー西岡が盗塁した際に捕手日高剛へ向けてバットを投げる（捕球後のタイミングでバットを投げている）。試合は一時中断したが球審柿木園悟の判定はファウルチップで試合再開、西岡の盗塁も認められた。7月3日の東北楽天ゴールデンイーグルス戦の9回の打席で、ヒットエンドランの際に投球はピッチドアウトで大きく外れていたにもかかわらず、嶋基宏捕手が二塁へ送球するタイミングでバットを放り投げた（捕手がうまくかわし、二塁へ送球したため結果は盗塁死となった）。8月14日の福岡ソフトバンクホークス戦（千葉マリンスタジアム）では、新垣渚からプロ入り初の満塁本塁打を放った。9月10日のオリックス戦（京セラドーム大阪）でも、本柳和也から満塁本塁打を放っている。同年は前年に比べて打率を落とし、規定打席にはあと一歩及ばなかったが、133試合に出場し前年を上回る18盗塁をマークした。
2009年4月5日の埼玉西武ライオンズ戦において、捕手の細川亨に対してまたしてもバットを放り投げ、細川に当たった。細川は右手首を痛がる様子を見せ二塁に送球することができなかった。このプレーに対し守備妨害が宣告されアウトとなった。以前から類似のプレーが問題となっており、日本野球機構にも問い合わせが来ていた。ロッテは公式ホームページで「外角外れたボールに何とかバットを当てようとした結果、バットが捕手に当たってしまった」と主張した。なお、早川は夕刊フジのインタビューで「今後は気をつけます。バットを投げること自体は悪くないでしょ。でも当てちゃまずいですよね。退場になってもおかしくないプレー。（西武）細川君には平謝りしました」と答えた。この年は前年より打撃不振に陥りレギュラーの座を剥奪され84試合の出場に終わった。

### 横浜時代

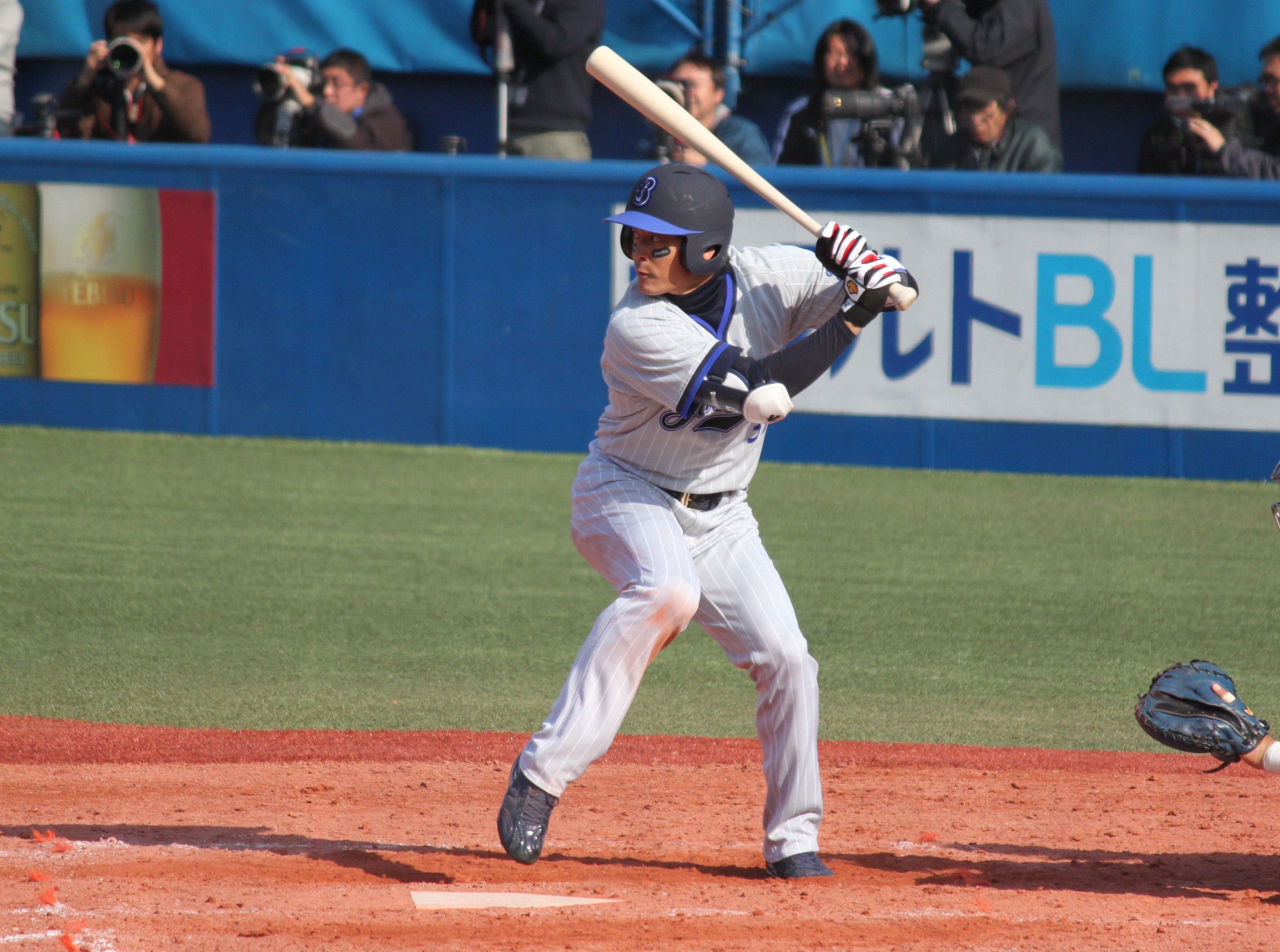
横浜ベイスターズ時代
（2010年4月3日）

2009年シーズンオフに横浜ベイスターズへのトレード移籍（金銭トレード）が発表された。背番号はオリックス時代の2003〜2006年まで着用していた37。
2010年の阪神タイガースとの開幕戦では2番・中堅手として先発出場。しかし、打撃不振や守備のミスで出場機会を下園辰哉に奪われ、5月30日の古巣の対ロッテ戦の出場を最後に2軍降格。それ以降は1軍から声が掛かることなく、31試合の出場に終わった。
2011年はチームが最下位に沈むという状況の中でも終盤まで一軍出場が無く、10月6日に現役引退を発表した。横浜ではほとんど出場機会は無かったが、10月18日の中日ドラゴンズ戦で引退試合が設定され、代打で出場して空振り三振に倒れた。試合終了後にはチームメイトから胴上げが行われ、ライト・レフトスタンドの両球団のファンからの早川コールに応えた。12月2日、自由契約公示された。

### 引退後
12月29日にオリックスより、2012年1月1日付で球団本部編成部国内グループにスカウトとしてチームに復帰することが発表された。大学の後輩大城滉二を担当した。
2016年より、オリックス・バファローズ二軍外野守備・走塁コーチに就任。4年間コーチを務めたのち、2019年9月29日に来季の契約更新を行わない旨を通告された。
同年11月1日付けで球団本部編成部アマチュアスカウトグループへ異動となり、再度スカウトとしてチームに在籍することとなった。

## 選手としての特徴
俊足強肩に加え、打撃では巧みなバットコントロールを誇るスイッチヒッター。

## 詳細情報

### 年度別打撃成績
| 年 度     | 球 団      | 試 合 | 打 席 | 打 数 | 得 点 | 安 打 | 二 塁 打 | 三 塁 打 | 本 塁 打 | 塁 打 | 打 点 | 盗 塁 | 盗 塁 死 | 犠 打 | 犠 飛 | 四 球 | 敬 遠 | 死 球 | 三 振 | 併 殺 打 | 打 率 | 出 塁 率 | 長 打 率 | O P S |
| --------- | ---------- | ----- | ----- | ----- | ----- | ----- | -------- | -------- | -------- | ----- | ----- | ----- | -------- | ----- | ----- | ----- | ----- | ----- | ----- | -------- | ----- | -------- | -------- | ----- |
| 2002      | オリックス | 55    | 124   | 113   | 8     | 20    | 4        | 0        | 0        | 24    | 1     | 6     | 4        | 3     | 0     | 2     | 0     | 6     | 34    | 2        | .177  | .231     | .212     | .444  |
| 2003      | オリックス | 19    | 13    | 12    | 5     | 4     | 2        | 0        | 0        | 6     | 1     | 0     | 2        | 0     | 0     | 1     | 0     | 0     | 4     | 0        | .333  | .385     | .500     | .885  |
| 2004      | オリックス | 68    | 250   | 215   | 35    | 66    | 8        | 3        | 4        | 92    | 21    | 14    | 4        | 13    | 1     | 12    | 0     | 9     | 32    | 1        | .307  | .367     | .428     | .795  |
| 2005      | オリックス | 87    | 199   | 177   | 24    | 50    | 5        | 2        | 1        | 62    | 18    | 6     | 2        | 3     | 0     | 14    | 0     | 5     | 41    | 1        | .282  | .352     | .350     | .702  |
| 2006      | オリックス | 21    | 55    | 46    | 10    | 9     | 2        | 0        | 1        | 14    | 3     | 5     | 1        | 5     | 0     | 1     | 0     | 3     | 11    | 0        | .196  | .260     | .304     | .564  |
| 2007      | ロッテ     | 133   | 536   | 459   | 72    | 130   | 17       | 8        | 5        | 178   | 44    | 16    | 8        | 23    | 4     | 34    | 2     | 16    | 74    | 3        | .283  | .351     | .388     | .739  |
| 2008      | ロッテ     | 133   | 416   | 369   | 53    | 92    | 14       | 4        | 5        | 129   | 32    | 18    | 8        | 13    | 3     | 18    | 0     | 13    | 60    | 7        | .249  | .305     | .350     | .655  |
| 2009      | ロッテ     | 84    | 189   | 175   | 30    | 39    | 6        | 1        | 1        | 50    | 12    | 5     | 4        | 6     | 1     | 6     | 0     | 1     | 34    | 0        | .223  | .251     | .286     | .537  |
| 2010      | 横浜       | 31    | 100   | 79    | 14    | 15    | 1        | 0        | 1        | 19    | 6     | 6     | 2        | 9     | 0     | 11    | 0     | 1     | 14    | 0        | .190  | .297     | .241     | .538  |
| 2011      | 横浜       | 1     | 1     | 1     | 0     | 0     | 0        | 0        | 0        | 0     | 0     | 0     | 0        | 0     | 0     | 0     | 0     | 0     | 1     | 0        | .000  | .000     | .000     | .000  |
| NPB：10年 | NPB：10年  | 632   | 1883  | 1646  | 251   | 425   | 59       | 18       | 18       | 574   | 138   | 76    | 35       | 75    | 9     | 99    | 2     | 54    | 305   | 14       | .258  | .320     | .349     | .669  |

- 各年度の太字はリーグ最高

### 年度別守備成績
| 年 度     | 球 団      | 外野手 | 外野手 | 外野手 | 外野手 | 外野手 | 外野手   |
| 年 度     | 球 団      | 試 合  | 刺 殺  | 補 殺  | 失 策  | 併 殺  | 守 備 率 |
| --------- | ---------- | ------ | ------ | ------ | ------ | ------ | -------- |
| 2002      | オリックス | 44     | 63     | 2      | 1      | 0      | .985     |
| 2003      | オリックス | 14     | 9      | 0      | 0      | 0      | 1.000    |
| 2004      | オリックス | 59     | 125    | 3      | 1      | 1      | .992     |
| 2005      | オリックス | 51     | 74     | 0      | 1      | 0      | .987     |
| 2006      | オリックス | 18     | 23     | 0      | 0      | 0      | 1.000    |
| 2007      | ロッテ     | 128    | 246    | 6      | 8      | 0      | .969     |
| 2008      | ロッテ     | 126    | 237    | 3      | 2      | 1      | .992     |
| 2009      | ロッテ     | 67     | 89     | 2      | 1      | 0      | .989     |
| 2010      | 横浜       | 24     | 42     | 0      | 1      | 0      | .977     |
| NPB：10年 | NPB：10年  | 531    | 908    | 16     | 15     | 2      | .984     |

### 記録
初記録
- 初出場：2002年4月4日、対日本ハムファイターズ3回戦（東京ドーム）、8回表に藤井康雄の代走で出場
- 初先発出場：2002年5月6日、対千葉ロッテマリーンズ7回戦（グリーンスタジアム神戸）、8番・左翼手で先発出場
- 初安打：2002年5月11日、対西武ライオンズ7回戦（西武ドーム）、2回表に西口文也から一塁内野安打
- 初盗塁：同上、5回表に二盗（投手：西口文也、捕手：伊東勤）
- 初打点：2002年5月15日、対福岡ダイエーホークス7回戦（台北市立天母棒球場）、2回表に山田秋親から右前適時打
- 初本塁打：2004年8月6日、対福岡ダイエーホークス21回戦（Yahoo! BBスタジアム）、6回裏に斉藤和巳から右越ソロ

その他の記録
- 3試合連続三塁打：2007年8月3日 - 5日 ※パ・リーグ記録

### 背番号
- 23 （2002年）
- 37 （2003年 - 2006年、2010年 - 2011年）
- 44 （2007年 - 2009年）
- 84 （2016年 - 2019年）